# Home Rule (Irlanda)
El  Home Rule  d'Irlanda va ser l'estatut que dotava a Irlanda de certa autonomia, dins del Regne Unit de la Gran Bretanya i Irlanda.
Des de finals del segle xix, els líders del Partit Parlamentari Irlandès van demandar una major autonomia per a Irlanda, amb, entre altres mesures, la creació d'un parlament irlandès dins del Regne Unit. El PPI va presentar 4 projectes de Home Rule pel Parlament del Regne Unit: 
- 1886: no va superar la Cambra dels Comuns en ser derrotat per l'aliança del Partit Conservador conservadors amb el nou Partit Liberal Unionista.
- 1893: Després de ser aprovat per la Cambra dels Comuns, va ser rebutjat per la Cambra dels Lords
- 1912: Aprovat pel Parlament, però que no va entrar en vigor per l'esclat de la Primera Guerra Mundial (1914-1918) i l'Alçament de Pasqua (1916)
- 1920: L'únic Home Rule a entrar en vigor, sota el nom d'Estatut de Govern d'Irlanda ( Government of Ireland Act )

Des del tercer Home Rule (1912), els unionistes es van posicionar en contra d'aquest, signant els seus opositors, amb Edward Carson al capdavant, el Pacte de l'Ulster. El següent estatut confirmaria la divisió de l'Illa d'Irlanda.